# Ilsey Juber
Ilsey Anna Juber (Los Angeles, 17 de abril de 1986) é uma cantora e compositora norte-americana.